# Johan Rockström
Johan Fredrik Rockström (* 31. prosince 1965) je švédský agronom a hydrolog, autor více než stovky odborných prací o problematice udržitelného rozvoje.
Vystudoval Švédskou univerzitu zemědělských věd v Uppsale a Institut national agronomique v Paříži. V roce 1997 získal doktorát na Stockholmské univerzitě, kde přednáší o environmentálních vědách. Zkoumá především změny klimatu v tropických oblastech a možnosti globálního hospodaření s vodními zdroji. Ve své práci vychází z konceptů resilience ekosystémů a planetárních mezí. Podle Institute for Scientific Information patři Rockström k nejcitovanějším vědcům světa. S Andersem Wijkmanem vydal knihu Bankrupting Nature: Denying Our Planetary Boundaries (2012).
V letech 2004 až 2012 byl výkonným ředitelem Stockholmského ústavu pro životní prostředí. Od roku 2018 vede spolu s německým ekonomem Ottmarem Edenhoferem Institut pro výzkum dopadů na klima v Postupimi. Působí jako poradce Organizace spojených národů a Evropské unie, vystupuje rovněž na konferencích TED. Moderoval letní diskusní pořad Sveriges Radio o ochraně životního prostředí. Spolu s Davidem Attenboroughem vystupoval v dokumentárním filmu Prolomit hranice: Naše planeta je věda (2021). Zasedá v porotě udělující Gulbenkianovy ceny. Časopis Fokus ho vyhlásil Švédem roku 2009 a Time ho zařadil mezi sto nejvlivěnjších osob. Je členem Královská švédská akademie věd i Německé akademie věd Leopoldina a v roce 2024 obdržel Tylerovu cenu.